# Tenis en silla de ruedas en los Juegos Parapanamericanos

Tenis en silla de ruedas

La prueba de tenis en silla de ruedas fue admitida en los Juegos Parapanamericanos desde la segunda edición que se celebró en Buenos Aires en Argentina en 2003.

## Versiones
| Versión | Torneo Masculino | Torneo Masculino | Torneo Femenino | Torneo Femenino | Torneo Mixto Quad | Torneo Mixto Quad |
| Versión | Singles          | Dobles           | Singles         | Dobles          | Singles           | Dobles            |
| ------- | ---------------- | ---------------- | --------------- | --------------- | ----------------- | ----------------- |
| 2003    | "sin datos"      | "sin datos"      | "sin datos"     | "sin datos"     | "sin datos"       | "sin datos"       |
| 2007    | 1                | 1                | 1               | 1               |                   |                   |
| 2011    | 1                | 1                | 1               | 1               |                   |                   |
| 2015    | 1                | 1                | 1               | 1               |                   |                   |
| 2019    | 1                | 1                | 1               | 1               | 1                 |                   |
| 2023    | 1                | 1                | 1               | 1               | 1                 | 1                 |

No existe certeza de que categoría fue la competencia en  Mar del Plata 2003

## Medallero Histórico
Actualizado a Santiago 2023, no se considera Mar del Plata 2003 al no contar con una fuente fidedigna de información.
| Núm. | País           | Oro | Plata | Bronce | Total |
| ---- | -------------- | --- | ----- | ------ | ----- |
| 1    | Estados Unidos | 9   | 7     | 6      | 22    |
| 2    | Argentina      | 7   | 3     | 2      | 12    |
| 3    | Brasil         | 3   | 5     | 6      | 14    |
| 4    | Chile          | 2   | 3     | 5      | 10    |
| 5    | Colombia       | 1   | 4     | 3      | 8     |
| 6    | Canadá         | 1   | 1     | 1      | 3     |
|      | Total          | 23  | 23    | 23     | 69    |